# (17079) Lavrovsky
(17079) Lavrovsky (1999 HD9) – planetoida z pasa głównego asteroid okrążająca Słońce w ciągu 3,82 lat w średniej odległości 2,44 j.a. Odkryta 17 kwietnia 1999 roku.